# Michele Zanche
Michele Zanche (1203 – Sassari, 1275) è stato un politico italiano, conosciuto principalmente come personaggio della Divina Commedia di Dante Alighieri, dov'è menzionato nel Canto XXII dell'Inferno, nella quinta bolgia dell'ottavo cerchio, tra i barattieri, insieme a Frate Gomita, vicario di Nino Visconti giudice di Gallura.
Si dice che fosse zoppo - da cui il suo cognome - ma questo non gli impedì di sposare Simona Doria, della famosa e ricca famiglia genovese, in quanto lui stesso agiato maggiorente.

## Biografia
Era siniscalco del re Enzo di Svevia, sposo della giudicessa Adelasia di Torres: conquistò la sua fiducia per poi compiere continue frodi (secondo le cronache, non supportate da documenti in merito).

Allorché, nel 1239, Enzo andò via dalla Sardegna, nominò "donno Michel" vicario nel giudicato (anche questa notizia non è storicamente accertata): lui, però, sfruttando per i propri interessi il potere conferitogli, si arricchì parecchio facendosi pagare i favori che elargiva a molti sudditi (come liberare i detenuti).
Già nel 1236, Zanche fece parte del complotto per assassinare a Sassari il giovane giudice Barisone III di Torres, al quale succedette la sorella Adelasia,
il cui primo marito Ubaldo Visconti di Gallura sembra non fosse estraneo all'organizzazione del delitto. Il reggente Ithocorre aveva, infatti,  oberato i sassaresi di onerosi tributi: la protesta dilagò e lo Zanche, insieme ad altri nobili locali, fu esiliato a Genova.
Dopo la morte di Enzo, nel 1272 in Bologna, pare che Zanche usurpasse completamente l'autorità sovrana, tanto che, non a ragione, alcuni scrittori lo considerano l'ultimo giudice turritano.
Pietro di Dante afferma che Michele sposò la regina Adelasia (divorziata da Enzo) e ne ebbe una figlia, Caterina, più tardi moglie del genovese Branca Doria. La suddetta notizia non trova riscontri in alcun documento, come pure il fatto che, invece di Adelasia, l'intraprendente uomo avesse impalmato Bianca Lancia, presunta madre del sovrano svevo (lo era del fratellastro Manfredi). In ogni caso Michele esercitò il suo ufficio non tenendo conto della legittima giudicessa Adelasia, confinata nel castello di Burgos e deceduta intorno al 1259.
Per motivi non chiari, ma legati certamente a interessi successori, nel 1275, il genero Branca Doria fece uccidere a tradimento lo Zanche durante un convivio nel suo castello della Nurra, alla presenza del cugino Barisone Doria: il cadavere del barattiere fu poi fatto a pezzi.
La scomparsa di Adelasia causò l'estinzione del giudicato di Torres, le cui terre furono spartite tra i Doria, i Malaspina, il giudicato di Arborea e il libero Comune di Sassari.
Dal matrimonio con Simona Doria nacquero tre figli: un anonimo forse chiamato Mariano († prima del 1284) che sposò Imelda Sismondi, la già citata Caterina (1253-1316) e Richelda (1282 - † prima del 1302), andata in sposa a Giacomo Spinola.